# Конституція Південної Кореї
Конституція Республіки Корея — основний закон країни. Вона була прийнята 17 липня 1948 та востаннє переглянута у 1987 році. День Конституції, що святкується 17 липня, вважається національним святом, але не є вихідним днем.

## Історія
Перша Конституція Республіки Корея була прийнята 17 липня 1948 року Конституційною Асамблеєю. За цією Конституцією в Південній Кореї проголошувалася централізована влада на чолі з президентом. До цього, в 1919 році Тимчасовий уряд Кореї прийняв Конституцію Кореї, проте вона не мала ніякої сили з огляду на те, що Корея в той час була японською колонією.
Перші поправки були внесені в 1952 році, перед переобранням на пост президента Лі Син Мана. Ці поправки посилювали позиції президента і пройшли після палких дебатів. У 1954 за ініціативою Лі Син Мана були прийняті поправки, що знімають обмеження на президентський термін і фокусуються на капіталістичну модель економіки.
У 1960 році, під час Другої республіки, до Конституції були внесені демократичніші поправки, зокрема було проголошено створення двопалатного парламенту і виборчої комісії.
Після перевороту 1961 року, коли до влади прийшов Пак Чон Хі, версія 1960 року була анульована, і в 1962 році на референдумі була прийнята Конституція Третьої республіки, створена на зразок Конституції США. 1972 — рік прийняття Конституції Четвертої республіки, названої Конституція Юсин, яка ще більш підсилює президентську владу.
Після вбивства Пак Чон Хі в 1979 році почалася П'ята республіка Південної Кореї під керівництвом нового президента Чон Ду Хвана. 1980 року Конституція була вчергове переглянута, президентська влада трохи послабшала, та був утворений однопалатний парламент.
Після продемократичних протестів 1987 року, була прийнята конституція Шостої республіки, яка діє і понині (2006).
24 жовтня 2016 року Президент Пак Кин Хе заявила про можливість конституційної реформи, яка дозволить перебувати на посту президента два терміни поспіль. «Конституція, що обмежує президентські повноваження одним терміном, була корисна під час переходу до демократії, але зараз застаріла». Тепер президент має намір скликати урядовий комітет для вивчення питання конституційної реформи.
Представник президента Південної Кореї у коментарі до ініціативи заявив, що сама Пак не зможе скористатися можливістю піти на другий термін, навіть якщо реформа буде здійснена.

## Діюча конституція

### Політична структура
Конституція Південної Кореї складається з преамбули, 130 статей і доповнень. Вона проголошує Республіку Корея як демократичну президентську республіку. Головою держави є президент, також існує три гілки влади — виконавча, законодавча і судова.
Президент є головою держави. У порівнянні з іншими країнами президент Південної Кореї має розширені повноваження — він/вона може призначати прем'єр-міністра і керівників міністерств (зі згоди парламенту). Президент є верховним головнокомандувачем і обирається терміном на п'ять років прямим загальним голосуванням. Одна й та сама людина може бути обрана на пост президента лише один раз, без права на переобрання на новий термін.  З травня 2022 Президентом Південної Кореї є Юн Сок Йоль.
Державна Рада (уряд) Південної Кореї підпорядковується Президенту, який призначає прем'єр-міністра і міністрів, після узгодження з парламентом. Державна Рада виконує функції виконавчої влади, до її складу входять міністри та керівники деяких інших органів, зокрема Національної  розвідувальної служби і Комісії у справах державної служби. Премʼєр-міністр є заступником голови Державної Ради. Можливо, РК єдина у світі країна, де Премʼєр-міністр не є главою уряду.
Законодавча влада представлена парламентом — Національними зборами. Вони складаються з 299 членів, що обираються на чотири роки. Велика частина (близько 80 %) депутатів обирається прямим голосуванням. Решта — за партійними списками.
Судова влада представлена Верховним судом, члени якого призначаються президентом (глава Верховного суду затверджується парламентом). Існують також суди нижчого рівня і спеціалізовані суди (сімейний суд, військовий трибунал і т. д.) У 1988 році в Південній Кореї з'явився Конституційний суд, в обов'язки якого входить перевірка законів і рішень влади на предмет відповідності Конституції країни.

### Адміністративний поділ
За Конституцією Південна Корея складається з 9 провінцій і 7 міст центрального підпорядкування, що прирівнюються за статусом до провінцій. Місцеві органи влади виборні.

### Економіка
Згідно зі статтею 119, цілями уряду є забезпечення сталого і збалансованого зростання економіки, «належного розподілу доходів» і запобігання «неправильного використання економічної могутності». Стаття 125 визначає зовнішню торгівлю як стратегічну галузь економіки, контрольовану державою.
Конституція також забезпечує право на працю, існування мінімального розміру оплати праці та забезпечення прийнятних умов для роботи. Працюючим громадянам дозволено утворювати профспілки та незалежні асоціації.

### Права людини
Південна Корея за Конституцією є демократичною республікою, що забезпечує населенню громадянські права і свободи. Громадяни не можуть бути покарані, примушені до праці крім випадків, передбачених законом. Заарештовані і затримані, а також члени їх сімей, мають право знати причину свого затримання.
Однак, права людини обумовлюються також в декількох поправках до Конституції, а також в інших законах, таких як Акт про Національну Безпеку, який передбачає обмеження прав людини в деяких виняткових випадках.